# Sóc bay khổng lồ Trung Hoa
Sóc bay khổng lồ Trung Hoa, tên khoa học Petaurista xanthotis,là một loài động vật có vú trong họ Sóc, bộ Gặm nhấm. Loài này được Milne-Edwards mô tả năm 1872. Chúng là loài đặc hữu của Trung Quốc và Lào.